# 9767 Мідсамер Нортон
9767 Мідсамер Нортон (9767 Midsomer Norton) — астероїд головного поясу, відкритий 10 березня 1992 року.
Тіссеранів параметр щодо Юпітера — 2,771.